# Ginásio da Sociedade de Ginástica Porto Alegre
O Ginásio da Sociedade de Ginástica de Porto Alegre, chamado de Centro de Esportes Arno Ary Schwuchow,  é um ginásio localizado no bairro da São João, no município de Porto Alegre, no estado do Rio Grande do Sul, Brasil, com capacidade para 1.500 espectadores.É palco das partidas de voleibol, da ginásticas artística e rítmica do Sociedade de Ginástica Porto Alegre